# Little Malcolm
Pour plus de détails, voir Fiche technique et Distribution.
Little Malcolm est un film britannique réalisé par Stuart Cooper, sorti en 1974.
Présenté à la 24e Berlinale de 1974, il y remporta un Ours d'argent.
Le film, basé sur la pièce Little Malcolm and His Struggle Against the Eunuchs de David Halliwell, a été produit par l'ex-Beatle George Harrison et distribué par la société Apple films.

## Fiche technique
- Réalisation : Stuart Cooper
- Scénario : David Halliwell, Derek Woodward d'après la pièce Little Malcolm and His Struggle Against the Eunuchs de David Halliwell
- Producteurs : George Harrison, Gavrik Losey
- Société de distribution : Apple films
- Pays d'origine : Grande-Bretagne
- Langue : anglais
- Durée : 109 minutes
- Date de sortie : 1974

## Distribution
- Rosalind Ayres - Ann Gedge
- John Hurt - Malcolm Scrawdyke
- John McEnery - Wick Blagdon
- Raymond Platt - Irwin Ingham
- David Warner - Dennis Charles Nipple

## Crédit d'auteurs
- (en) Cet article est partiellement ou en totalité issu de l’article de Wikipédia en anglais intitulé « Little Malcolm » (voir la liste des auteurs).